# Herb gminy Brojce
Herb gminy Brojce – symbol gminy Brojce, autorstwa Janusza Kleszcza, ustanowiony 10 listopada 1994.

## Wygląd i symbolika
Herb przedstawia na tarczy podzielonej pionowo na dwie części, prawą przedstawiającą na białym tle profil połowy sylwetki gryfa trzymającego dwa liście, gdzie gryf i liście są w kolorze zielonym i lewą, przedstawiającą na czerwonym tle połowę postaci stylizowanego orła w kolorze białym. Górę herbu wieńczy korona, która podobnie jak szpon orła są w kolorze złotym. Dziób i szpony gryfa są w kolorze srebrnym.

## Historia
W 1994 roku władze gminy Brojce ogłosiły konkurs na projekt herbu gminy. Uczestnikiem mógł zostać każdy bez ograniczeń miejsca zamieszkania oraz wieku. Konkurs trwał od 1 do 30 kwietnia. Dla autora zwycięskiego projektu ustalono nagrodę w kwocie 3 mln zł (po denominacji 300 zł). W skład komisji konkursowej wchodzili: Wiktor Iwaniec (Wójt Gminy), Barbara Grabowska (członek Rady Gminy), Irena Błaszczuk (dyrektor SP w Brojcach), Barbara Świątek (nauczyciel plastyki). Z nadesłanych prac i wytypowanych przez Komisję Konkursową, Rada Gminy nie ustanowiła herbu. Zadecydowała o ponownym ogłoszeniu konkursu i przedłużeniu jego trwania do września. Na konkurs wpłynęły 24 prace. Do ścisłego finału zakwalifikowano 2 projekty. W ostatnim głosowaniu radni wybrali projekt nr 23, którego autorem jest Janusz Kleszcz - mieszkaniec Brojc.